# Sipalolasma
Sipalolasma es un género de arañas migalomorfas de la familia Barychelidae. Se encuentra en Asia y África subsahariana.

## Lista de especies
Según The World Spider Catalog 11.5:
- Sipalolasma aedificatrix Abraham, 1924
- Sipalolasma arthrapophysis (Gravely, 1915)
- Sipalolasma bicalcarata (Simon, 1904)
- Sipalolasma ellioti Simon, 1892
- Sipalolasma greeni Pocock, 1900
- Sipalolasma humicola (Benoit, 1965)
- Sipalolasma kissi Benoit, 1966
- Sipalolasma ophiriensis Abraham, 1924
- Sipalolasma warnantae Benoit, 1966